# Клинтондејл (Њујорк)
Клинтондејл (енгл. Clintondale) насељено је место без административног статуса у америчкој савезној држави Њујорк.

## Демографија
По попису из 2010. године број становника је 1.452, што је 28 (2,0%) становника више него 2000. године.
| Група             | 2000.         | 2010.         |
| Белци             | 1.239 (87,0%) | 1.223 (84,2%) |
| Афроамериканци    | 62 (4,4%)     | 52 (3,6%)     |
| Азијати           | 12 (0,8%)     | 34 (2,3%)     |
| Хиспаноамериканци | 52 (3,7%)     | 121 (8,3%)    |
| Укупно            | 1.424         | 1.452         |